# Pedro Nel Gil
Pour les articles homonymes, voir Gil.
Pedro Nel Gil, né le 21 octobre 1927 et mort le 31 mars 2021, est un coureur cycliste colombien des années 1950. Il termine 3e du Tour de Colombie lors des éditions de 1951 et 1952.

## Biographie
Détenteur du record sur la Doble a Rionegro avec un temps de 55 min, Pedro Nel Gil est déchu de ce titre symbolique en 1951 lorsque Ramón Hoyos, alors considéré comme un coureur de troisième catégorie, le bat avec un temps de 49 min 35 s. Dans un premier temps, la performance réalisée par Hoyos est mise en doute par certaines personnes qui estiment que la course a été mal chronométrée tant cela semble difficile d'imaginer que le record de Pedro Nel Gil, considéré comme le plus grand cycliste colombien de l'époque, ait pu être battu de plus de cinq minutes